# Paul McGrath
Pour les articles homonymes, voir McGrath.
Cet article concerne le footballeur irlandais. Pour l'acteur américain (1904-1978), voir Paul McGrath (acteur).
Paul McGrath (né le 4 décembre 1959 à Ealing sous le nom de Paul Nwobilo, d'un père nigérian et d'une mère irlandaise) est un footballeur irlandais.

## Biographie
Grand (1,84 m) et athlétique, McGrath était défenseur central, notamment à Manchester United dans les années 1980 et à Aston Villa dans les années 1990.
Il a porté à 83 reprises le maillot de l'équipe d'Irlande entre 1985 et 1997, ce qui en fait le défenseur irlandais le plus capé après Steve Staunton, détenteur du record des sélections.
Il a inscrit 8 buts en sélection et participé à deux coupes du monde, en 1990 et 1994. À chaque fois, l'Irlande franchit le premier tour, ne s'inclinant qu'en quart de finale en 1990.
Paul McGrath a récemment admit :"I was often drunk on the pitch", qu'il était assez souvent ivre sur le terrain. Il a en effet connu de nombreux soucis liés à l'alcool lors de sa carrière.

## Clubs
- 1981-1982 :  St Patrick's Athletic
- 1982-1989 :  Manchester United
- 1989-1996 :  Aston Villa
- 1996-1997 :  Derby County
- 1997-1998 :  Sheffield United

## Palmarès
- Vainqueur de la Coupe d'Angleterre en 1985 avec Manchester United
- Vainqueur de la League Cup en 1994 et 1996 avec Aston Villa
- Élu joueur de l'année du championnat d'Angleterre lors de la saison 1992-1993

## Sources
- (en) Stephen McGarrigle, The Complete who's who of Irish international football : 1945-1996, Edimbourg, Mainstream Publishing, octobre 1996, 237 p. (ISBN 1-85158-894-9), p. 128-130